# 後藤組
後藤組（ごとうぐみ）は、かつて静岡県富士宮市に本部を置いていた暴力団。指定暴力団・六代目山口組の二次団体であったが、山口組から除籍処分を受けたことで2008年（平成20年）に解散。その後、傘下組織の良知組と藤友会が山口組の直系団体に昇格した。

## 来歴
組長の後藤忠政は、三代目山口組時代のボンノこと菅谷政雄が興した菅谷組の幹部で「北陸の帝王」と呼ばれた川内弘率いる川内組の幹部だった。 菅谷組の内紛から川内が射殺され、伊堂組舎弟を経て四代目山口組の直参（二次団体組長）に昇格。一和会との「山一抗争」の時には構成員が、一和会会長・山本広宅にダイナマイトを持参してダンプで突入した。この際に機動隊と銃撃戦を行った。
1975年、抗争が拡大する中で拳銃乱射事件を起こす。後藤組長ら10人が逮捕され、幹部のほとんどが服役する状態となった。その最中の1976年には、富士宮市市長選挙に介入。現職市長を中傷する怪文書を握りつぶす代償として1000万円を要求していたことが明らかになる。
五代目山口組の東京進出時にはいち早く行動を起こし、確固たる地盤を築いた。1990年に起きた「八王子抗争」の後、八王子に傘下の正東会が地位を確立した。その後、世間を騒がせた武富士問題の結果、日本航空の個人筆頭株主となった。後藤組傘下企業舎弟及びフロント企業が東京都内に多数進出。
後藤組の名は、1992年の映画「ミンボーの女」をめぐる伊丹十三監督襲撃事件で、武闘派暴力団として報道された。伊丹十三監督襲撃事件とは、「ミンボーの女」で地上げやゆすりをやる暴力団は市民が勇気を持って賢く行動すれば引き下がることを描いた伊丹監督が、同年5月22日夜に自宅の近くで刃物を持った五人組に襲撃され、顔や両腕などに全治三ヶ月の重傷を負った事件である。伊丹監督は「私はくじけない。映画で自由をつらぬく。」と宣言した。警察は現場の車より山口組系後藤組の犯行であることを突き止めた。5人の組員が4年から6年の懲役刑となった。
2005年に東京都渋谷区の雑居ビルの所有権をめぐってビル管理者とトラブルになり、不動産不正登記事件やビル管理会社顧問刺殺事件が起こり、後藤組長が電磁的公正証書不実記録容疑で、後藤組幹部と後藤組組員が殺人罪で立件されて有罪判決が下されている（真珠宮ビル事件）。

### 除籍・解散
2008年秋に山口組執行部から除籍処分を受け、組長･後藤忠政は引退。後藤組にかわり、元傘下の良知組、藤友会が山口組直参となった。
この処分については、六代目山口組執行部による『反執行部勢力の排除』の一環であったとする見方がある。ただ、同時期に、後藤は病気を理由に本部の定例会を欠席しておきながら、芸能人数名を招待しての誕生会を兼ねたゴルフコンペを開いており、これが執行部から問題視されていたのも事実である。
この処分に連座した団体は後藤組のほかに7団体。すなわち、井奥会（神戸）、大門会（熊本）、六代目奥州会津角定一家（福島）、二代目一心会（大阪）、浅川会（大阪）、太田興業（大阪）、二代目浅川一家（福岡）で、わけても井奥会と大門会が受けたのは最も重い処分にあたる絶縁であった。
この処分の意思決定者は、高山清司率いる名古屋の弘道会であった。このことから、警察庁組織犯罪対策部は、後藤組と弘道会の間での対立抗争の発生の懸念を2008年10月度の愛知県公安委員会に報告するに至っている。

## 最高幹部
- 組長・後藤忠政（六代目山口組舎弟、旧伊堂組舎弟、元川内組若頭補佐兼静岡支部長）
- 若頭・良知政志（良知組組長）
- 若頭補佐・山口勝美（山勝組組長）
- 若頭補佐・石原英也（政竜会会長）
- 若頭補佐・篠原誠（忠誠会会長）
- 若頭補佐・日高丈昌（日高組組長）
- 若頭補佐・深沢正志（深澤組組長）
- 特別相談役・渡辺宏（渡辺組組長）
- 特別相談役・石川和一（石川組組長）
- 舎弟頭・佐野宏好（三代目大石会会長）
- 舎弟頭補佐・坂本剛志（坂本組組長）
- 舎弟頭補佐・古橋勝利（正東会会長）
- 総本部長・塚本修正（志太宗家十代目）
- 副本部長・池田満（二代目東駿会会長）

## その他の組員

### 舎弟
- 舎弟・庄子喬（二代目東京盛代庄子組組長）
- 舎弟・鴻池隆（鴻池組組長）
- 舎弟・早川正（早川組組長）
- 舎弟・佐野明義（藤友会会長）
- 舎弟・太田茂昭（太田組組長）
- 舎弟・中村政治（會津家七代目組長）
- 舎弟・永持昌男（永昌会会長）
- 舎弟・高山勲（三代目高山会会長）
- 舎弟・柿畑務（柿畑組組長）
- 舎弟・長澤城二（大石会会長代行）

### 幹部
- 事務局長・惟村邦歳（惟村組組長）
- 風紀委員長・佐野光男（佐野会会長）
- 慶弔委員長・諸田芳雄（諸田組組長）
- 組長秘書・横山孝司